# 有線財經資訊台
有線財經資訊台（i-CABLE Finance Info Channel），曾是香港有線電視的其中一個新聞資訊頻道。本頻道自1995年6月1日以新聞一台的名義啓播，並在2006年1月3日重組並易名為現時名稱。目前此收費頻道已停播，相關內容改於免費電視HOY資訊台播出。
有線財經資訊台在港股交易日的交易時段全面直播財經節目，由專家分析香港及亞太區股市、商品價格走勢等，而在早晨和晚間時段，亦有節目報道和總結市況。在美股交易日，會播映節目關注美股情況，並於香港交易所設有直播室，至於非交易日，如星期六和星期日，則會播放資訊節目，涵蓋時事、文化、生活等範疇。

## 歷史
- 1993年10月31日，「有線新聞台」（非現有的同名頻道）啟播，播放新聞報道及資訊節目。
- 1995年6月1日，香港有線電視將當時的有線電視新聞台一分為二，其中新聞一台維持部份時段播放新聞報道、其餘時段則為播放財經資訊節目。
- 2006年1月3日，新聞一台重組，增加財經節目，並減少與新聞二台同步播放的新聞時段，並改名為「財經資訊台」。
- 2007年4月16日，財經資訊台進行大規模重組，港股交易日只播放財經節目，且不再與新聞台設有同步播放新聞的時段；而在非港股交易日則播放資訊節目，並新增節目《潮流旗艦店》、《國際360》，取消節目包括《有理取鬧》、《數碼無限擊》、《休娛大腳版》、《教育新增點》及《時事點睇》。
- 2008年10月28日，財經資訊台進行版面改革，取消了螢幕右方的資訊視窗及上方的天氣資訊列。上、下方的人名及新聞跑馬燈資訊列的設計亦改為以灰白色為主調，並且首次引入指數視窗功能。
- 2009年起，取消節目包括《飛常政經》、《潮流旗艦店》，而《香港刺針》及《周日體育狂熱》由《周日不講理》及《齊齊體育狂熱》取代。
- 2010年9月，取消財經節目《投資全攻略》，中國組節目《神州穿梭》更改播映時間至星期六晚上八時播出。
- 2010年12月1，荃灣新聞中心的兩個財經直播室更換佈景。
- 2011年1月10日，推出全新財經節目《開市埋位》，於港股早上開市時報道最新金融走勢和分析。
- 2011年1月13日，新增Ch501播放財經資訊台聲音版本，有線18台亦由同日起於金融時段轉播此頻道的聲音版本。
- 2011年3月7日，配合港股提早開市時間，港股交易日的財經節目重新編排播映時間，並取消播映《外匯先機》，後來改於14:45-15:00復播。
- 2011年5月，財經資訊台進行版面改革，還原顯示上方的天氣資訊列。上、下方的人名視窗由灰白色改為黃白色，新聞跑馬燈資訊列的大小則獲擴大，以解決文字過於壓迫的現象。
- 2013年，取消《時事寬頻》、《神州穿梭》，由新聞台的《新聞刺針》及《有線中國組》取代。
- 2016年11月28日，財經資訊台（高清）啟播。由即日起，指數及天氣資訊列改為以藍色為主色。上、下方的人名視窗由黃白色改為金啡白，新聞跑馬燈資訊列則被縮細和轉用藍白色（第一行及最底一行為藍色，中間為白色），跑馬燈的文字字體亦被更換；同時，所有財經節目用到的廠房背景、片頭及間場片段亦被更換。
- 2017年5月14日起，因應奇妙電視中文台（現稱「HOY TV」）開台，該台06:00-17:30（現為09:00-12:30、13:00-17:30）與財經資訊台聯播財經節目。
- 2018年5月24日早上6時起，財經資訊台（標清）台號由第8頻道改為第151頻道。
- 2018年7月30日，《創富早餐》停播，06:00-07:00改為與有線新聞台聯播《有線新聞》，07:00-09:00改為播放《Cable早晨》。
- 2019年5月4日早上6時起，財經資訊台周末及非港股交易日增加與新聞台聯播時段。
- 2019年12月3日起，因應有線第1台停播並合併為有線綜合娛樂台（301/371頻道），《大行報告》、《商品有價》、《八點有線財經》（現稱《有線財經》）、《樓盤傳真》、《至FIT男女》繼續在該台播出，但不似有線第1台播放時期顯示有線財經資訊台的三行跑馬燈。
- 2020年2月10日起，《十點有線財經》停播，除05:00改為與有線新聞台聯播《有線新聞》外，原《十點有線財經》時段改為重播《八點有線財經》。
- 2020年2月17日至2020年12月31日期間，財經資訊台節目進行改革，《財經即時睇》由《財經Facetime》取代、《外匯先機》及《商品有價》亦分別由《亞匯BOND》及《一期一匯》取代，並增設《夠鐘收市》、《講樓論市》及《解盤A股》節目。晚間節目方面，星期一至五的19:00-20:00時段新增轉播《新聞最前線》，《八點有線財經》更名為《有線財經》，其餘節目就維持不變。同時，財經節目內的分割視窗及圖表背景亦被更換。
- 2020年3月30日起，因應《明日也晴朗》復播，《細路開電視》提早至17:00-17:30播出，《大行報告》取消在香港開電視播出。
- 2020年12月8日至2020年12月31日，因應11:00-12:00改為重播《30分鐘大放餸》、《夏空》，《窩輪攻略》取消在香港開電視播出，直至2021年1月4日起因財經資訊台進行節目改革，《窩輪攻略》恢復在香港開電視播出。
- 2021年1月4日起，因應有線新聞的大規模裁員及離職潮，《開市埋位》由《交易所直播室》取代，《窩輪攻略》縮短至30分鐘並提早至10:30-11:00播放，《一期一匯》提早至14:30-15:00播放，《財經FaceTime》、《亞匯BOND》、《夠鐘收市》、《講樓論市》及《解盤A股》停播，港股交易日11:00-13:00及15:00-16:00新增轉播《有線新聞》，《有線財經》縮短至15分鐘，其餘節目就維持不變。
- 2022年2月18日起，因應香港第五波疫情，香港開電視直播衛生署記者會，《交易所直播室》提前至16:30結束聯播；4月1日起因應香港開電視開始使用大氣電波廣播增加動畫時段，16:00節《交易所直播室》取消在香港開電視播出。
- 2022年6月5日起，因應《7點直播室》星期一至五不再與有線財經資訊台聯播，《有線財經》改於19:00-19:30首播，19:30-20:00改為重播《一期一匯》，《有線財經》在有線綜合娛樂台播出時間不變。
- 2022年10月17日起，有線綜合娛樂台的《大行報告》改於18:00-18:30播出，《一期一匯》改於18:30-19:00播出。
- 2022年10月18日起，《有線財經》同時在HOY TV播出，並加設中文字幕。
- 2022年11月21日起，因應HOY資訊台開台，HOY TV與HOY資訊台節目安排如下：
  - HOY TV09:00-10:15、13:00-14:30節《交易所直播室》只聯播半小時，該節目其他時段改由HOY資訊台聯播；
  - HOY TV10:15-10:22《灣區直送》、10:22-10:30《每日樓市》、10:30-11:00《窩輪攻略》及14:30-15:00《一期一匯》改由HOY資訊台聯播；
  - 有線財經資訊台新增節目《9點講股》、《全世界睇住》和《財智．商傳》，節目同時在HOY資訊台播出；
  - 22:30-23:00節《華爾街速遞》同時在HOY資訊台播出。
- 2023年5月2日起，因應有線綜合娛樂台18:00-20:00兩集播放《幸福大家姐》，《大行報告》及《一期一匯》改回17:00-18:00播出。
- 2023年5月31日中午起，為配合本頻道過渡至免費頻道播放，《有線財經》節目記者每節報道由「有線電視記者，XXX報道」改以「有線新聞，XXX報道」作結。
- 2023年6月1日起，因應有線收費電視停播，財經資訊台也畫上句號，HOY資訊台節目安排如下：
  - 09:00節《交易所直播室》縮短十五分鐘至10:00，新增16:00-16:30節《交易所直播室》和20:30-21:00節《有線財經》，而13:00-14:30節《交易所直播室》、《灣區直送》、《9點講股》及《華爾街速遞》停播，10:30-11:00《窩輪攻略》及14:30-15:00《一期一匯》維持原定安排。與此同時，每節財經/節目結束版權資訊已由「有線財經資訊台 ©i-cable News Limited」更改為「HOY資訊台 ©奇妙電視有限公司」，2024年1月29日起再更改為「HOY資訊台 ©有線寬頻開電視有限公司」。

## 直播室
有線財經資訊台直播室主要分佈在3個位置，包括荃灣有線電視大樓、香港交易所直播室及會德豐大廈3樓的「中環直播室」，其中會德豐大廈辦公室面積約5,000平方呎，於2006年啟用，作為新聞台其中一個辦公室，多個財經節目都在該處進行拍攝錄影，包括《財經即時睇》及《窩輪攻略》等，方便在中環工作的嘉賓於該處做節目，現時月租估計約40萬元。2017年4月20日，永升亞洲將成為有線寬頻大股東後，九龍倉於同月28日決定將「中環直播室」停止運作，《財經即時睇》改於荃灣有線電視大樓進行拍攝錄影，《Money Cafe》更終止製作。

## 財經節目

### 交易時段
- 《股市直播室》

此節目前稱《打通股市》及《交易所直播室》，於2025年5月12日易名至現有名稱，由駐港交所的直播室內主持。於港股交易時段為投資者提供最新市況、分析大市焦點、為投資者提供最新股市消息，亦會分析證券行報告及投資評級摘要。
播放時間（粗體表示直播）：
HOY TV：港股交易日: 09:00-09:30、13:00-13:30
HOY資訊台：港股交易日09:00-10:00、16:00-16:30
澳門資訊頻道：港股交易日09:00-10:00、16:00-16:30
節目中的分析員及財經主播會接聽觀眾電話及解答觀眾電郵及Whatsapp短訊問題。
| 時間        | 嘉賓                  | 嘉賓                  | 嘉賓                  | 嘉賓                  | 嘉賓                  |
| 時間        | 星期一                | 星期二                | 星期三                | 星期四                | 星期五                |
| 09:00-10:00 | 鄧聲興及證券分析員    | 鄧聲興及證券分析員    | 鄧聲興及證券分析員    | 鄧聲興及證券分析員    | 鄧聲興及證券分析員    |
| 10:30-11:00 | 林嘉麒及證券分析員    | 莊志豪及證券分析員    | 沈振盈及證券分析員    | 沈振盈及證券分析員    | 莊志豪及證券分析員    |
| 13:00-13:30 | 胡孟青及黃穎輝        | 胡孟青及黃穎輝        | 黃瑋傑及胡孟青/黃穎輝 | 黃瑋傑及胡孟青/黃穎輝 | 黃瑋傑及胡孟青/黃穎輝 |
| 14:30-15:00 | 盧楚仁及黃燕娥/梁振輝 | 羅家聰及梁偉民/蕭猷華 | 卓亮及林銘添          | 羅家聰及陸庭龍        | 鄧威信及張建泰        |
| 16:00-16:30 | 莊志豪                | 阮子曦                | 莫灝楠                | 陳鳳珠                | 黃偉康                |
| 16:00-16:30 | 李明德                | 蘇沛豐                | 葉尚志                | 陳鳳珠                | 李偉傑                |

1. 以上嘉賓列表只供參考，如當日原定安排的嘉賓缺席或者有特別安排，將會由其他股評人補上
2. 如當日只有上午半日市，則只播放09:00-10:00一節的交易所直播室和窩輪攻略；餘下節數會暫停播映，且不會於原有重播時段作重播。如只有下午半日市，則只播放下午及收市後時段的節數。

- 《窩輪攻略》（Warrant Perspective）

探討認股/認沽權證、牛熊證及界內證的即市部署，並解答家庭觀眾問題。每個交易日分別由不同發行商的代表連同股評人推介值得跟進的指數和個股的認股/認沽權證、牛熊證和界內證。
HOY資訊台、澳門資訊頻道：港股交易日10:30-11:00
- 《一期一匯》（FXnCs）

由原《商品有價》改名而成，探討主要商品期貨及貨幣的表現。
播放時間（粗體表示直播）：
HOY資訊台：港股交易日14:30-15:00、20:52-21:00
HOY TV：港股交易日19:22-19:30
澳門資訊頻道：港股交易日16:30-17:00

### 晚間時段
- 《有線財經》（Cable Finance）

前稱《八點有線財經》，總結一日股市，報道財經新聞，並設每日樓市環節介紹樓市動向和成交。
播放時間（粗體表示直播）：
HOY TV：港股交易日19:00-19:15
HOY資訊台：港股交易日20:30-20:45

### 周末節目
- 《樓盤傳真》（Property Outlook），為該台的長壽樓盤節目，由財經組主持。
- 《週遊大灣區》（Weekly GBA Express），精選灣區直送的資訊，由駐有線大灣區新聞中心主持。

## 資訊節目
- 《拉近文化》（Close To Culture），由拉近文化記者伍韵怡、王芷欣主持，介紹文化資訊。
- 《小事大意義》（Wish），發掘社會上好人好事的專題報道。

## 特備節目
- 還看（年份）（-2018年）香港/中國/國際/財經
- 走過（年份）（2019年-2021年）
- 2007年《香港主權移交十週年》：風雲十載談、瞬間十年、偉大構想十年行
- 2010年4月：《狄娜最後的專訪》，由中國組記者呂秉權主持及採訪
- 2011年1月：《大江東去司徒華回憶錄》，由司徒華親自口述的長篇回憶錄，在去世後一連五集播出。
- 2019年10月：《國慶70週年閱兵》

## 特輯節目
- 《翱翔天域》（2015年1月）

與香港機場管理局共同製作，由主播王巧主持。
- 《葡萄酒學院》（2013年10月）

高清製作，由主播陳海雯及麥恬昕主持。
- 《冬蟲草‧高山藏金》（2013年9月）

由主播吳嘉佩主持。
- 《反斗狗狗III馴犬新招》（2013年6月）

首次以高清格式製作，由主播羅慧沁主持。
- 《機密報告跨國併購》（2012年7月）

由主播黃瑞華及張靜文主持。
- 《原來孩子係天才》（2012年3月）

由首席主播王巧主持。
- 《反斗狗狗II愛犬知心》（2012年1月）

由主播羅慧沁主持。
- 《反斗狗狗》（2010年9月）

由主播羅慧沁主持。
- 《色香味大搜查》（2010年6月）

由主播盧頌萱主持。
- 《破解身體語言》（2010年5月）

由主播王巧主持，一共五集邀請嘉賓，以名人實例破解身體語言。
- 《細訴六十年》（2009）

由曾任香港特別行政區行政長官特別顧問葉國華主持，是為中華人民共和國成立六十周年而製作的特輯節目，合共有8集。
- 《中國龍頭企業領袖系列》（2009、2010）

由財經記者蔡展翔主持，訪問中國企業家，探討中國經濟發展前景，之後出版為書籍。
- 《中國外交官紀實》（2009）

由梁愛詩主持的外購節目。
- 《超越教育》（2008）

專題組記者一連兩集探討香港教育學院的過去與未來。
- 《巨變三十年》（2008）

由中國組記者主持，內容圍繞中國改革三十年來的變化。
- 《選舉心戰室》（2008）

由岑建勳主持，邀請有意角逐2008年香港立法會選舉的年輕一代候選人，並請來名咀李鵬飛、鄭經瀚、程介南，分析各選區選情。
- 《四個角度愛香港》（2008）

分為4集，由嘉賓梁家權、鄭敏華、詹培忠和歐陽應霽從四個方面，帶觀眾認識香港的城市文化。
- 《古國商道》（2008）

由主播張曉雯主持。
- 《巧說黃河》（2008）

由首席主播王巧主持。
- 《不一樣的「普」選》（2008）

由高級主播王春媚和浸大助理教授陳家洛主持，分析俄羅斯的總統選舉。
- 《台灣大選系列》（2008）

專題組記者於總統選舉前探討總統候選人的背景和理念。
- 《問你點算好》（2007-2008）

由主播王沛然和藝人王賢誌主持。
- 《尋龍記》（2007）

專題組記者親身走訪中國各省各地找尋文化遺產。
- 《百年商海》（2007）

由前記者吳曉東主持，重溫中國百年來的商業發展。
- 《中國文化遺產》（2007）

由首席主播王巧主持，讓觀眾認識中國各地的自然文化遺產和他們獨特的風貌。
- 《人物風流》（2005-2006）

共分兩輯，第一輯由張寶華主持，第二輯的節目主持為張宏艷。節目訪問了香港各界名人，讓觀眾認識他們的另一面。
- 《歷史真相》（2005）

由總主播張宏艷主持，內容有關南京大屠殺。
- 《積金通勝》（2003）

由王巧和陳立恩主持，以互動形式講解強積金。
- 《至緊要精明》（2003）

由黃凱迪和周融主持。
- 《西藏尋奇》（2003）

由林俊業主持的外購節目。
- 《政壇元老鍾士元》（2001年9月）

由政壇人物李鵬飛一連四集與觀眾回顧鍾士元超過40年政治生涯中的點滴。

## 外購節目
主要為短期節目，在週六日播放，除曾播映的《時代雜誌》和現正播映的《港故事——香港回歸25年25人訪談錄》外，大多祇有1至2集。

## 曾播映節目
- 《各抒己見》（1993-2000）
- 《放眼社區》（1993-1999），報道社區新聞和小人物大故事
- 《十點有線財經》/《9點講股》（Cable Finance 2200/Cable Finance 2100）（1993－2020，2022-2023），前稱《有線財經世界》，逢港股交易日報道全日市況，並分析區內最新的財經新聞。在2006年進行改版後，就改為跟進焦點個股表現和邀請嘉賓解答家庭觀眾在股票投資上的疑難。節目曾於2020年至2022年11月20日期間停播，期後在HOY資訊台於2022年11月21日啟播當晚易名復播，直至2023年5月31日晚上。
- 《大行報告》（Research Alert）（2007－2023），分析大行焦點，拆解具焦點的個股全日資金流向及大行評級展望。
- 《灣區直送》（GBA Direct）（2020－2023），由駐有線大灣區新聞中心主持，報道大灣區最新資訊。
- 《華爾街速遞》（Wall Street Express）（1993－2023），由財經主播主持，報道美國股市消息，並邀請嘉賓分析股市及環球經濟動向。
- 《時代時尚》（1996-2002）
- 《杏林專線》（1997年10月-2002年）[10]
- 《投資全攻略》（2000-2010），由陳永陸和謝鳳卿主持。[11]
- 《香港社區網》（2000-2002）
- 《律師有約》（2001-2002）
- 《時事點睇》（2001-2007）
- 《有理取鬧》（2002-2007）
- 《打併未來》（2002-2005）
- 《細味人間》（2002-2005）
- 《飛常政經》（2000-2008），由李鵬飛主持，每集請來嘉賓討論時事及熱門話題。[12]
- 《潮流旗艦店》（2000-2008），由迪偉和主播吳嘉佩主持，亦曾由鄭家輝、鄒文妮和龔嘉欣主持，介紹潮流資訊。[13]
- 《時事寬頻》（Features Of This Week）（2000-2013），由主播黃穎嘉主持、專題組記者採訪有關社會民生的話題。
- 《神州穿梭》（China Beat）（2002-2013），由中國組記者採訪與探討中國的大小事件。
- 《休娛大腳版》（2002-2007）
- 《至FIT男女》（Health and Fitness）（2002-2020），由主播何智盈主持，每集請來醫生介紹各種疾病，提供最新健康資訊。2020年8月因為人手調配同節目調動關係，改為不定期繼續在新聞時段為大家報道不同的醫療專題。
- 《香港刺針》（2004-2008），由黎則奮和主播王沛然主持，亦曾由黃凱迪、王春媚和梁文道主持，評論香港時事，亦設電話熱線及網上討論區讓觀眾即時與主持討論。[14]
- 《數碼無限擊》（2005-2007）
- 《教育新增點》（2005-2007）
- 《Money Café》（2006-2017），由財經主播梁心欣、李燕芬、冼潤棠或陶俊民主持，每集請來嘉賓包括黃元山、李兆富、施永青、王永平、黃明樂等輕鬆討論財經以至社會話題，主題包括國際金融、社會現象、經濟現象、投資策略、企業管治、個人理財，另設《Money Café - 周末Espresso》（Money Café（Weekend）），播放一周節目精華。[15]
- 《周日體育狂熱》（2007-2008），由體育主播陳焜傑和林定勤主持，提供體育資訊，其後易名為《齊齊體育狂熱》（Go Go Sports Fever）
- 《國際360》（2007）
- 《周梁有請》（2009年10月），主持周梁淑怡每集請來嘉賓分享人生故事。[16]
- 《周日不講理》、《Sunday有理講》（Sunday Whiz）（2009-2019），星期日早上11點半的時事清談節目，由馬家輝、陶傑、曾志豪、梁家權、游清源、田北辰、莊安宜、李家文、曾美華及繆美詩輪流主持，並會每集請來嘉賓及接受觀眾即場來電Phone-in，以現場直播的形式討論時事和社會話題。[17]
- 《小事大意義　細說10分鐘》/《小事大意義　細味人情》( 10 Minutes Wish/Wish Special），發掘社會上好人好事的專題報道。
- 《創富早餐》（Cable Morning Finance）（2006-2018），在上午港股開市前報道外圍股市、金市、匯市、油價等表現。
- 《財經速遞》（Market Update）（2006-2007），於港股交易日的下午開市前分析早市行情，及報道內地及亞洲的即時財經新聞；與有線新聞台、有線A台（有線第一台）及有線18台同步播放。
- 《財經即時睇》（Market Watch）（2007-2020），於港股交易日的早午晚及深夜報道本地/外圍股市、金市、匯市、油價等表現，並提供最新財經資訊。
- 《外匯先機》（FX Trading Watch）（2007-2020），逢港股交易日報道匯市市況，由專家分析區內最新經濟數據及決策，並跟進焦點貨幣表現。
- 《商品有價》（Commodities Trade）（2007-2020），逢港股交易日報道商品期貨市況，由專家分析全球最新商品交易數據及經濟決策，並跟進焦點商品價格表現。
- 《周末中國組》（Weekend China Beat）（2019-2020），精選有線中國組節目內的焦點報道，總結中國當周情況。

## 獎項
- 2017年，有線《至FIT男女》、《樓盤傳真》和《財經即時睇》列入 《2017電視節目欣賞指數調查》第一季度排名最高的20名。[18]